# Espera Feliz
Espera Feliz é um município brasileiro do estado de Minas Gerais. Sua população recenseada em 2022 era de 24 102 habitantes. Encontra-se a 378 km de Belo Horizonte, a capital do estado.

## Geografia
É boa a classificação da infraestrutura do município. A quase mil metros acima do nível do mar, na Zona da Mata, está em pleno maciço do Caparaó. Caulim já foi importante na economia local, juntamente com mica, que hoje já não são mais explorados. Atualmente, a cidade sobrevive do cultivo do café e do comércio, despontando o turismo como uma nova oportunidade econômica. Os principais pontos turísticos do município são a Cachoeira do Chiador, a Igreja Matriz de São Sebastião e o Parque Nacional do Caparaó.

## Aspectos físicos
| Gráfico climático para Espera Feliz | Gráfico climático para Espera Feliz | Gráfico climático para Espera Feliz | Gráfico climático para Espera Feliz | Gráfico climático para Espera Feliz | Gráfico climático para Espera Feliz | Gráfico climático para Espera Feliz | Gráfico climático para Espera Feliz | Gráfico climático para Espera Feliz | Gráfico climático para Espera Feliz | Gráfico climático para Espera Feliz | Gráfico climático para Espera Feliz |
| --- | ----------------------------------- | ----------------------------------- | ----------------------------------- | ----------------------------------- | ----------------------------------- | ----------------------------------- | ----------------------------------- | ----------------------------------- | ----------------------------------- | ----------------------------------- | ----------------------------------- |
| J | F                                   | M                                   | A                                   | M                                   | J                                   | J                                   | A                                   | S                                   | O                                   | N                                   | D                                   |
| 206 28 20 | 129 30 20                           | 180 28 19                           | 96 26 18                            | 51 24 15                            | 25 22 11                            | 30 21 10                            | 38 23 11                            | 81 25 15                            | 124 26 17                           | 141 26 18                           | 271 27 19                           |
| Temperaturas em °C • Precipitações em mmFonte: https://pt.weatherspark.com/y/30780/Clima-caracter%C3%ADstico-em-Espera-Feliz-Brasil-durante-o-ano WeatherSpark] |                                     |                                     |                                     |                                     |                                     |                                     |                                     |                                     |                                     |                                     |                                     |

O município está situado na mesorregião da Zona da Mata Mineira. Com área de 325 km², limita-se ao norte pelos municípios de Alto Caparaó e Caparaó, ao sul pelos de Carangola e Caiana, a leste pelo de Dores do Rio Preto, no Espírito Santo, e a oeste pelo de Divino. É parte integrante do maciço do Caparaó, com altitudes variando entre 900 e dois mil metros. A sede municipal está a 748 metros de altitude, tem sua posição geográfica determinada pelo paralelo 20º 39’ 00” de latitude sul em sua interseção com o meridiano de 41º 54’ 26” de longitude oeste. O clima é Cwa (tropical de altitude), com verão ameno e inverno frio, variando entre as médias de máxima 25,3º e média das mínimas 12,8º. A precipitação pluviométrica anual é em médias de 1.400 mm.
O município é servido pelas seguintes estradas de rodagem: BR-482 (Carangola – Espera Feliz – Guaçuí – ES), MG-111 – Rod. Padre Julio Maria (Espera Feliz – Manhumirim), MG-020 – Rod. Padre João Gehlen (Espera Feliz – Caiana) e por mais 69 estradas municipais.
Até a década de 1970, o município também se localizava em uma área de entroncamento ferroviário entre a Linha do Manhuaçu e o Ramal Sul do Espírito Santo, que cortavam a região e pertenciam à Estrada de Ferro Leopoldina. Ambas as linhas férreas realizavam todo o escoamento de café das lavouras das fazendas locais, além do transporte de passageiros aos municípios mineiros, fluminenses e capixabas próximos. 
A Estação Ferroviária de Espera Feliz, inaugurada em 1911, apesar de pequena e por ser um ponto de baldeação, recebia constantemente composições vindas do Rio de Janeiro, o que lhe conferia uma movimentação intensa de passageiros na época, sendo de grande importância para a região. Com a desativação de ambas as linhas, a estação encerrou suas atividades em 1972. Os trilhos foram retirados do município e desde então, seu prédio histórico abriga o atual Terminal Rodoviário Alfredo Brandão.

## Aspectos socioculturais
Espera Feliz é atendida por três escolas estaduais na zona urbana, sendo elas: Escola Estadual Altivo Leopoldino de Souza (ensino do 6º ao 9º ano do ensino fundamental e ensino médio), Escola Estadual Erênio de Souza Castro (ensino do 1º ao 5º ano do ensino fundamental) e Escola Estadual Interventor Júlio de Carvalho (ensino do 1º ao 9º ano do ensino fundamental e ensino médio).
A cidade conta com a APAE, que oferece apoio e ensino a crianças com necessidades especiais.
Clubes e organizações sociais
Em Espera Feliz atua o club ARCA (Amigos Reunidos Compartilham a Amizade), com origem na própria cidade, fundado em 31 de dezembro de 1988, uma entidade sem fins econômicos, que tem por missão e objetivos desenvolver em conjunto com as demais entidades campanhas diversas, tais como, arrecadação de agasalhos e alimentos, para serem repassados em conjunto para as pessoas carentes, assim como entidades que assistem idosos e crianças.
Funciona desde 2004 em Espera Feliz, o Capítulo Espera Feliz Nº 595 da Ordem DeMolay. A Ordem DeMolay é uma ordem discreta de princípios filosóficos, fraternais e iniciáticos, patrocinada pela Maçonaria, para jovens - do sexo masculino - com idade compreendida entre os 12 e os 21 anos. Em Espera Feliz, é patrocinada pela Augusta e Respeitável Loja Maçônica Fraternidade Prudência e Luz N° 1296.
Também em Espera Feliz funciona desde 2008 (ativação) o Interact Club de Espera Feliz. O Interact Club é um grupo de adolescentes de 12 a 18 anos, patrocinado por um Rotary Club, em que o principal objetivo é tentar ajudar a sociedade de uma forma simples, com campanhas, doações, visitas a creches e hospitais, entre outras coisas para melhorar o meio ambiente à saúde da população carente. Além destes, é possível destacar o 123° Grupo Escoteiro Força do Amanhã ligado a UEB (União dos Escoteiros do Brasil) que tem como objetivo transformar jovens em bons cidadãos com práticas semelhantes as de outras organizações e movimentos sociais.

## Aspectos religiosos
A religião predominante no município é a católica apostólica romana, e o padroeiro da cidade é São Sebastião. Também outras religiões são praticadas por grande número de fiéis, a exemplo dos evangélicos, com marcante presença dos Presbiterianos, Batistas, Assembleianos  e a Igreja Cristã Maranata, que também possuem templos no município. Existe também o espiritismo cristão "kardecista", e seguidores do Candomblé.

## História

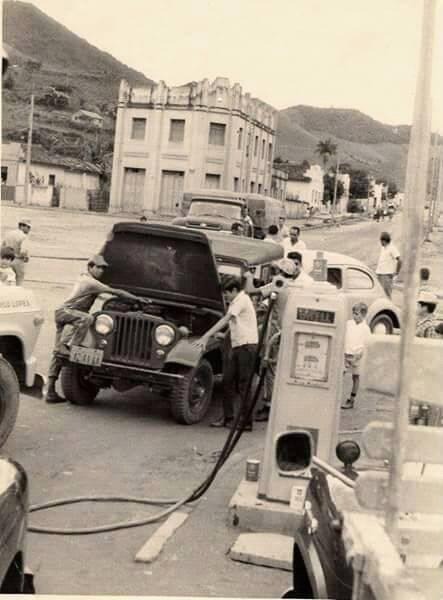
Foto do antigo Posto Shell em Espera Feliz. Ao fundo se vê a entrada da Avenida Jaime Toledo, ponto de interseção entre as ruas João Sebastião de Amorim e Henrique Gripp Filho.

Até o século XVIII a região pertencia a capitania do Espírito Santo, fazendo parte da chamada área proibida, que compreendia em um extenso corredor inexplorado que protegia a região mineradora de acessos que não fossem os caminhos oficiais fiscalizados pela Coroa Portuguesa. Em 1709, passou a fazer parte da Capitania de São Paulo e Minas de Ouro e a partir de sua divisão, as terras que hoje englobam o município passaram a fazer parte da Capitania de Minas Gerais.
A região era habitada pelos índios Puris até a chegada dos primeiros colonizadores que deram inicio a sua fixação.
A sede do município de Espera Feliz surgiu no entorno da estação ferroviária da Estrada de Ferro Leopoldina, que fazia a ligação entre as linhas Manhuaçu e Ramal Sul do Espírito Santo. Daí o primeiro nome do povoado surgido com a estação: Ligação.
O Ramal Sul do Espírito Santo se iniciava em Cachoeiro de Itapemirim e findava em Espera Feliz, único ponto da linha no estado de Minas Gerais, fundado em 15-10-1911. O ponto era de ligação com a linha que começava em Manhuaçu e ia terminar no sul do Estado.
Em 1938, Espera Feliz é emancipada de Carangola por um decreto do então Governador de Minas Benedito Valadares. O município de Espera Feliz compreendia, também, Caparaó e Caiana, que posteriormente viriam a se emancipar (1963 e 1962).
Em 18 de abril de 1992 foi instalada a comarca de Espera Feliz, cuja jurisdição se estende aos municípios de Caparaó e Caiana.

### A Produção de Caolim
Na década de 1940 a Klabin S/A passou a controlar a empresa ubaense Caolim Ltda. Em Espera Feliz a empresa assumiu a extração de caolim para fabricação de porcelanas e papel couché. A partir de 1960 a Klabin viabilizou a fabricação de caulim-papel, para filler em Espera Feliz, com equipamento proveniente da Companhia Fabricadora de Papel.

## História política
Espera Feliz teve como seu primeiro prefeito o Dr. José Augusto Ferreira Filho, natural de Santa Bárbara. Seu mandato foi de 28 de janeiro de 1939 a 18 de outubro de 1941.
Os demais prefeitos foram:
| 1941 a 1944             | Joaquim Cabral                                    |
| 1944 a 1946             | Pedro de Oliveira                                 |
| 1946 Jan/Fev            | Raimundo Augusto                                  |
| 1946 Mar/Abr            | Sebastião Campos                                  |
| 1946 Mai/Dez            | João Ramanielo                                    |
| 1947 a 1950             | Alfredo Brandão (o 1º prefeito eleito pelo povo)  |
| 1951 a 1954             | Américo Vespúcio de Carvalho                      |
| 1955 a 1958             | Jayme Toledo                                      |
| 1959 a 1962             | Dr. Macir Caldeira                                |
| 1963 a 1966             | Américo Candido                                   |
| 1967 a 1970             | Maclóvis Murilo Lopes                             |
| 1971 a 1972             | Braz Grilo                                        |
| 1973 a 1976             | Manoel Lacerda de Oliveira                        |
| 1977 a 1982             | Braz Grilo                                        |
| 1983 a 1988             | Reinô Martins de Oliveira                         |
| 1989 a 1992             | Osmar Gomes da Silva                              |
| 1993 a 1996             | Jardir da Silva Vidal                             |
| 1997 a 2000             | Reinô Martins de Oliveira                         |
| 2001 a 2004             | Tarcisio Maria de Lacerda                         |
| 2004 a 2008             | Jardir da Silva Vidal                             |
| 2008 a 2012             | Aloísio Barbosa                                   |
| 2013 a 2016             | João Carlos Cabral de Almeida                     |
| 2017 a 2020             | João Carlos Cabral de Almeida                     |
| Não assumiu             | Maurelio Carlos Da Silva (faleceu antes da posse) |
| 01/01/2021 a 08/01/2021 | Rafael Peixoto Moraes (Renunciou)                 |
| 08/01/2021 a 30/06/2021 | Rômulo Quintão (Interino)                         |
| 01/07/2021              | Oziel Gomes da Silva                              |

## Turismo

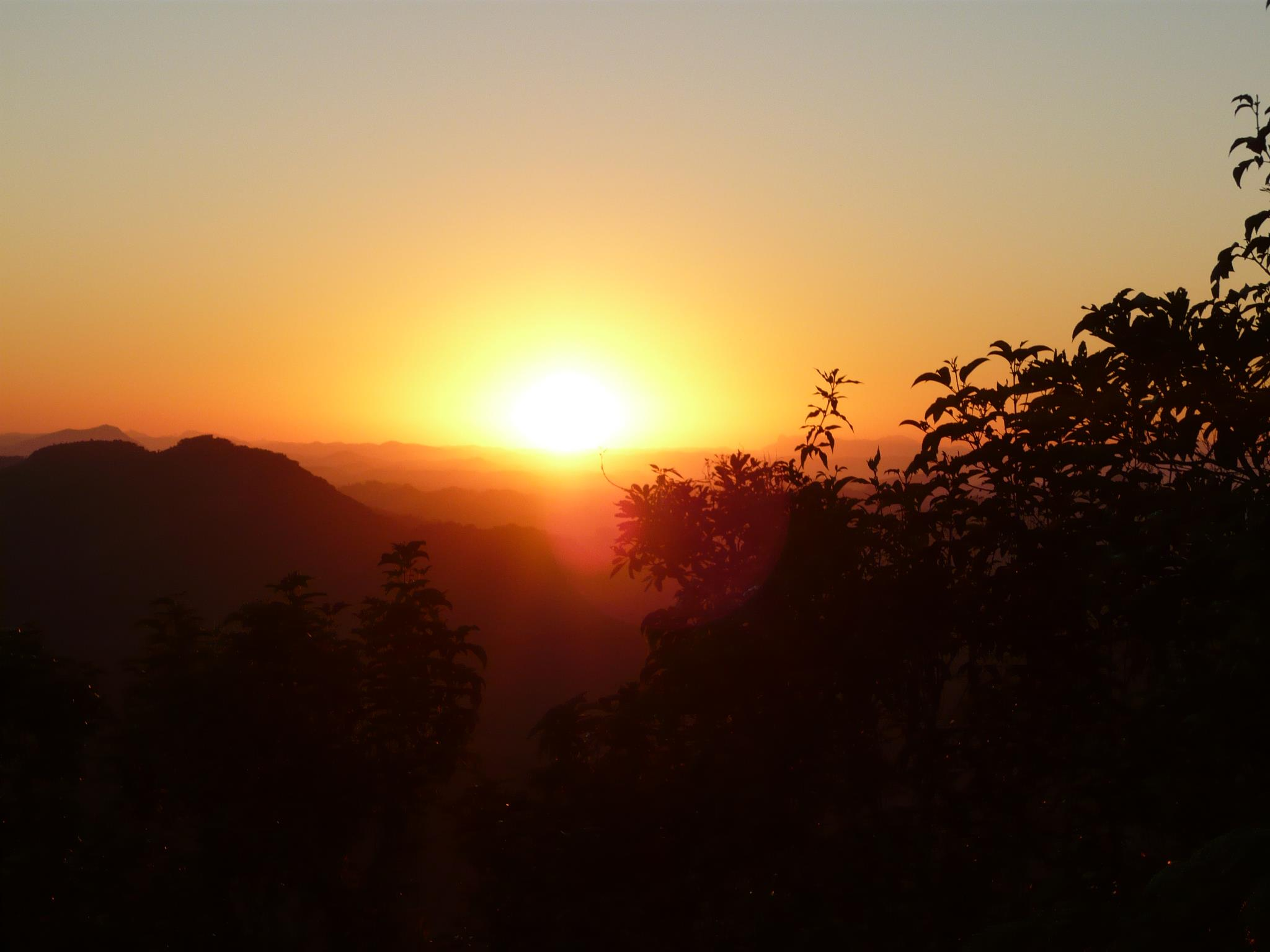
Vista do nascer do Sol no morro da torre de TV (Monte Feliz) em Espera Feliz.

Espera Feliz faz parte do Caminho da Luz, que teria sido uma rota percorrida por tropeiros, religiosos e aventureiros na travessia do Rio de Janeiro para o Espírito Santo através das montanhas de Minas Gerais, no século XVIII. Ele se inicia em Tombos e termina no Pico da Bandeira.